# Amtsbezirk St. Pölten
Der Amtsbezirk St. Pölten war eine Verwaltungseinheit im Mostviertel in Niederösterreich.
Der Amtsbezirk war der Kreisbehörde in St. Pölten unterstellt und besorgte deren Amtsgeschäfte vor Ort. Die Zuständigkeit erstreckte sich neben St. Pölten auf die damaligen Gemeinden Böheimkirchen, St. Georgen am Steinfelde, Gerersdorf, Göblasbruck, Ober-Grafendorf, Hafnerbach, Haindorf, Haunoldstein, Jeutendorf, Kasten, Kreisbach, Margarethen, Mamau, Michelbach, Neidling, Pottenbrunn, Pyhra, Ratzersdorf, Sasendorf, Spratzern, Stattersdorf, Stössing, Viehofen, Wald, Weinburg, Wilhelmsburg und Wimpassing.
Der Amtsbezirk umfasste dabei 29 Gemeinden mit 28.731 Einwohnern (lt. Zählung von 1851).